# Bousteille
Bousteille este o comună din departamentul Timbedra, Regiunea Hodh Ech Chargui, Mauritania, cu o populație de 14.904 locuitori.